# Estetik Yayıncılık
Estetik Yayıncılık ist ein Medienverlag mit Sitz in Ankara. Er gibt unter anderem die Tageszeitung Sözcü (Sprecher) heraus. Mit vollständigem Namen heißt der Verlag Estetik Yayıncılık Havacılık ve Hava Taşımacılığı Ticaret Ltd.
Im Jahr 2007 kaufte eine Gruppe um den damals 36-jährigen Unternehmer Burak Akbay die Namensrechte an der Zeitung Gözcü (Wächter) auf. Diese war seit 1996 in der Mediengruppe Doğan erschienen, aber zum 1. April 2007 eingestellt worden. Inhaltlich knüpfte Sözcü ans Vorgängerblatt an und entwickelte sich mit ihrer nationalistischen, kemalistischen und säkularen Linie, ihrer entschieden oppositionellen Haltung zur regierenden Partei für Gerechtigkeit und Aufschwung (AKP) und ihrem boulevardesken Stil binnen weniger Jahre zu einer der meistverkauften Zeitungen der Türkei.
Neben Sözcü gibt der Verlag derzeit (Stand: Januar 2017) die Tageszeitung Korkusuz (Furchtlos) und die Sport-Tageszeitung AMK heraus.
Am 1. März 2023 ging der Nachrichtensender SZC TV auf Sendung. Der Fernsehsender gehört zur türkischen Mediengruppe Sözcü, die auch die gleichnamige Zeitung betreibt.
In Deutschland trat das Unternehmen Anfang 2013 als Bieter für die insolvente Frankfurter Rundschau in Erscheinung, erhielt aber keinen Zuschlag.